# 出入管理庁
出入管理庁（しゅつにゅうかんりちょう）は復帰前の沖縄において出入域管理、外国人登録という外国人関連の行政事務を管轄した琉球政府法務局の外局である。
琉球政府発足当初、出入域管理事務は琉球警察が所管していたが、1961年に法務局へ移管され、外局の出入管理部となった。そして1965年に出入管理庁と改称した。
出入域管理事務そのものは琉球政府が所管していたが、根拠法令は米国民政府が制定した琉球列島出入管理令（民政府布令第125号）や琉球住民の渡航管理（民政府布令第147号）であり、実際に出入域の可否を決めるのは米国民政府であった。
そのため、復帰運動の運動家が出入域できない事例が頻発するなど、恣意的な運用が批判された。復帰後は、法務省の地方支分部局として那覇入国管理事務所に改組された。（のちに福岡入国管理局那覇支局となり、2019年4月に福岡出入国在留管理局那覇支局となる。）

## 沿革
- 1945年6月　琉球列島米国軍政府より、琉球列島の出入域が全面的に禁止。
- 1950年12月　琉球列島米国民政府の一部局として税関や出入管理事務所が開設された。
- 1951年7月　琉球臨時中央政府に税関や出入管理事務所が移管される。
- 1952年2月　琉球警察に出入国管理課が設けられる。
- 1955年3月　琉球警察本部出入国管理課が「出入管理部」に昇格する。
- 1961年8月　出入管理部が法務局に移管される。
- 1965年9月　出入管理庁になる。

## 組織
出入管理庁の組織は以下の通りである（1965年8月1日現在）。

### 内部分課
- 総務課
- 渡航課
- 審査課
- 警備課

### 支分部局
- 那覇港出入管理事務所
- 泊港出入管理事務所
- 那覇空港出入管理事務所
- 名護出張所
- 宮古出張所
- 八重山出張所

## 出入域者数
1971年の出入域者数である
- 琉球住民
  - 入域 - 169,885人
  - 出域 - 183,720人
- 非琉球住民（本土籍の日本国民を含む）
  - 入域 - 229,741人
  - 出域 - 222,756人

## 在留登録者数
1971年12月31日時点の在留登録者数である。
- 総数 - 31,372人
  - 日本人 - 18,506人
  - アメリカ人 - 7,618人
  - 中国人 - 2,116人
  - フィリピン人 - 2,005人
  - 韓国人 - 290人
  - イギリス人 - 183人
  - ブラジル人 - 129人
  - インド人 - 123人
  - ペルー人 - 70人
  - タイ人 - 42人
  - カナダ人 - 41人
  - ドイツ人 - 27人
  - アイルランド人 - 25人
  - ベトナム人 - 22人
  - オーストラリア人 - 15人
  - ポルトガル人 - 12人
  - その他 - 148人

## 渡航手続

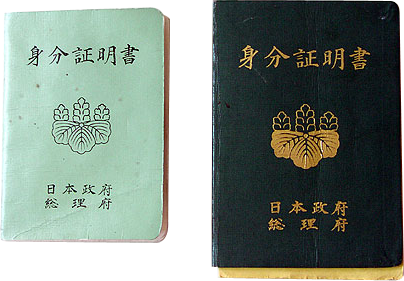
本土・沖縄渡航用の身分証明書

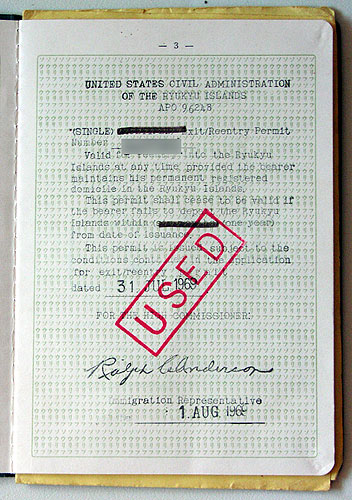
米国民政府発行の入域許可証（査証）

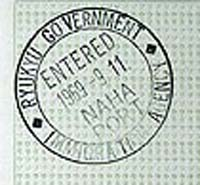
琉球政府の入域スタンプ

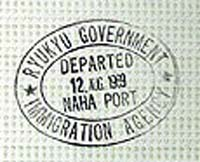
琉球政府の出域スタンプ

例示している画像は琉球列島米国民政府によって発行されたものではなく日本政府総理府により発行されたもの。琉球住民はこの他に民政府が発行する「日本渡航証明書」が必要であり、日本以外の地域への渡航には民政府が発行する「身分証明書」が必要だった。
アメリカ施政権下の沖縄へ行くには海外渡航並の手続きが必要であった。ここでは当時の渡航手続について記述する（観光の場合）。

### 必要書類の申請
本籍地または現住所の都道府県の窓口で申請した（申請時は必ず本人が出頭した）。
窓口で申請するには以下の書類が必要であった。
1. 身分証明書発給申請書2通
「身分証明書」とは内閣総理大臣（総理府）が発行する沖縄渡航専用のパスポートであった。外務省発行のパスポートとは異なり、上部の文字は「身分証明書」、中央の紋章は「五七の桐花紋」、下部の文字は「日本政府総理府」であった。
2. 住民票の謄本か抄本1通（有効期間6ヶ月以内）
3. 申請者本人の顔写真2枚
4. 入域許可申請書3通
「入域許可申請書」とは琉球列島米国民政府が発行した「入域許可証(Permission for Entry into the Ryukyu Islands)」（査証）の申請書で、英文書式であった。

これらの書類を提出すると、1-3は総理府、4は米国民政府に送られた。入域が許可されると総理府の「身分証明書」に米国民政府の「入域許可証」が添付されて、都道府県窓口に送られて、申請者に交付された（約2週間を要する）。受領の際は委任状による代理人受領も可能であった。

### 免疫証明書の申請
当時、沖縄に渡航するには種痘の「免疫証明書」が必要であった。保健所で種痘を受けて「免疫証明書」の交付を受けた。

### 外貨両替
「身分証明書」を外貨両替を行っている銀行に提示すれば、500ドルの範囲内で交換ができた。トラベラーズチェックも利用できた。

### 日本からの出国手続
海外渡航と同じ扱いなので、出発時刻の2時間前に港や空港に到着して、荷物検査、税関、出国審査を済ませなければならなかった。
航空（旅客船）会社のカウンターにて
旅行券、身分証明書、免疫証明書、日本の出入国カード（現在では日本国民に対する出入国カードは廃止されている）のチェックを受ける。ここで手荷物の検査を受ける。
税関にて
身分証明書を提示し、所持金の申告をする。外国製品を持っている場合は申告して検印を受けなければならない。
入管にて
身分証明書に出国印を押してもらい、出入国カードを提出する。

### 沖縄への入域手続
到着すると免疫証明書の検査が行われた。出入管理庁のカウンターでは身分証明書に入域印が押され、沖縄の出入域カードを提出した。その後、税関にて荷物の検査が行われ、無事済めば完了であった。